# Гладиатор

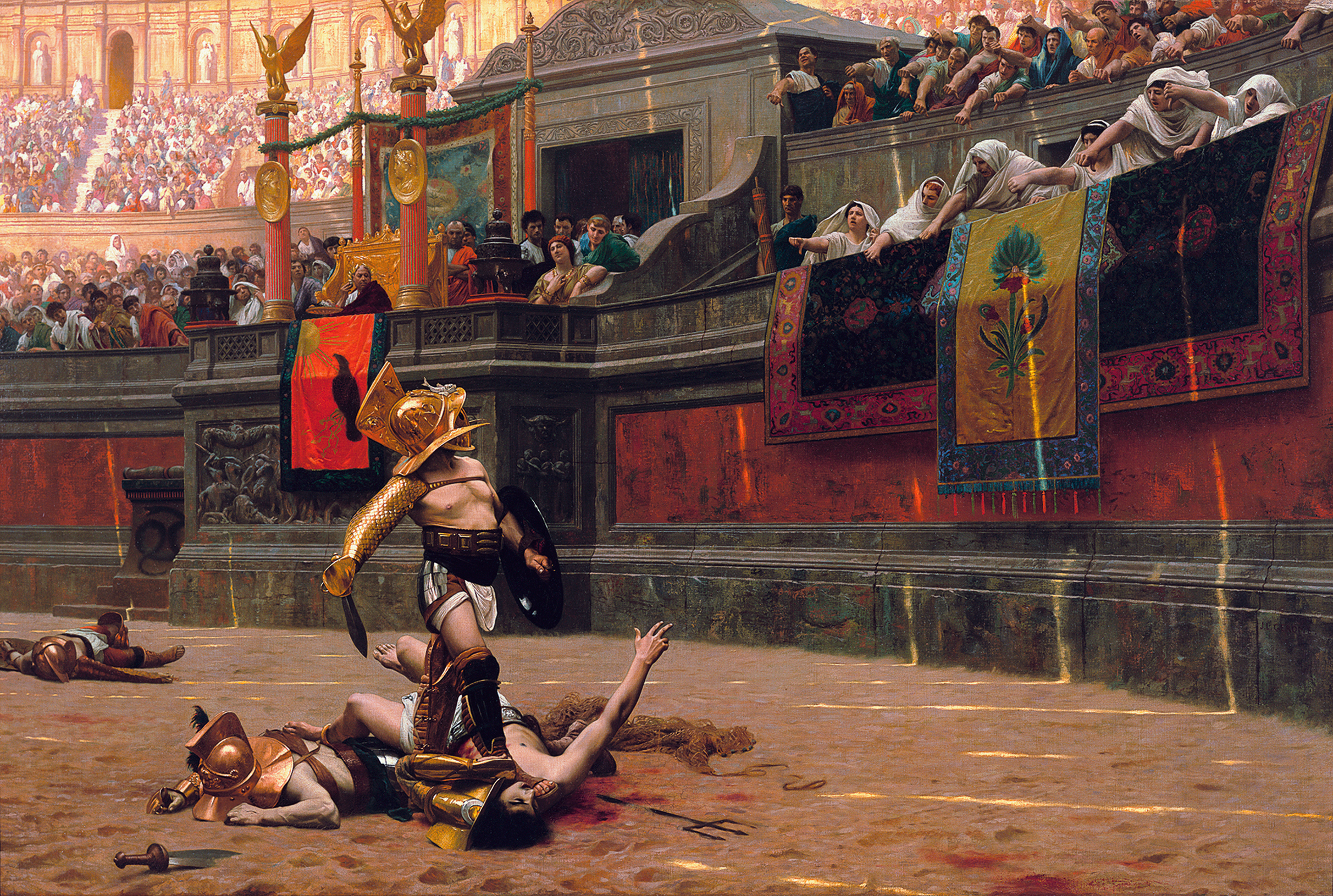
Ж.-Л. Жером. «Pollice verso» (1872)

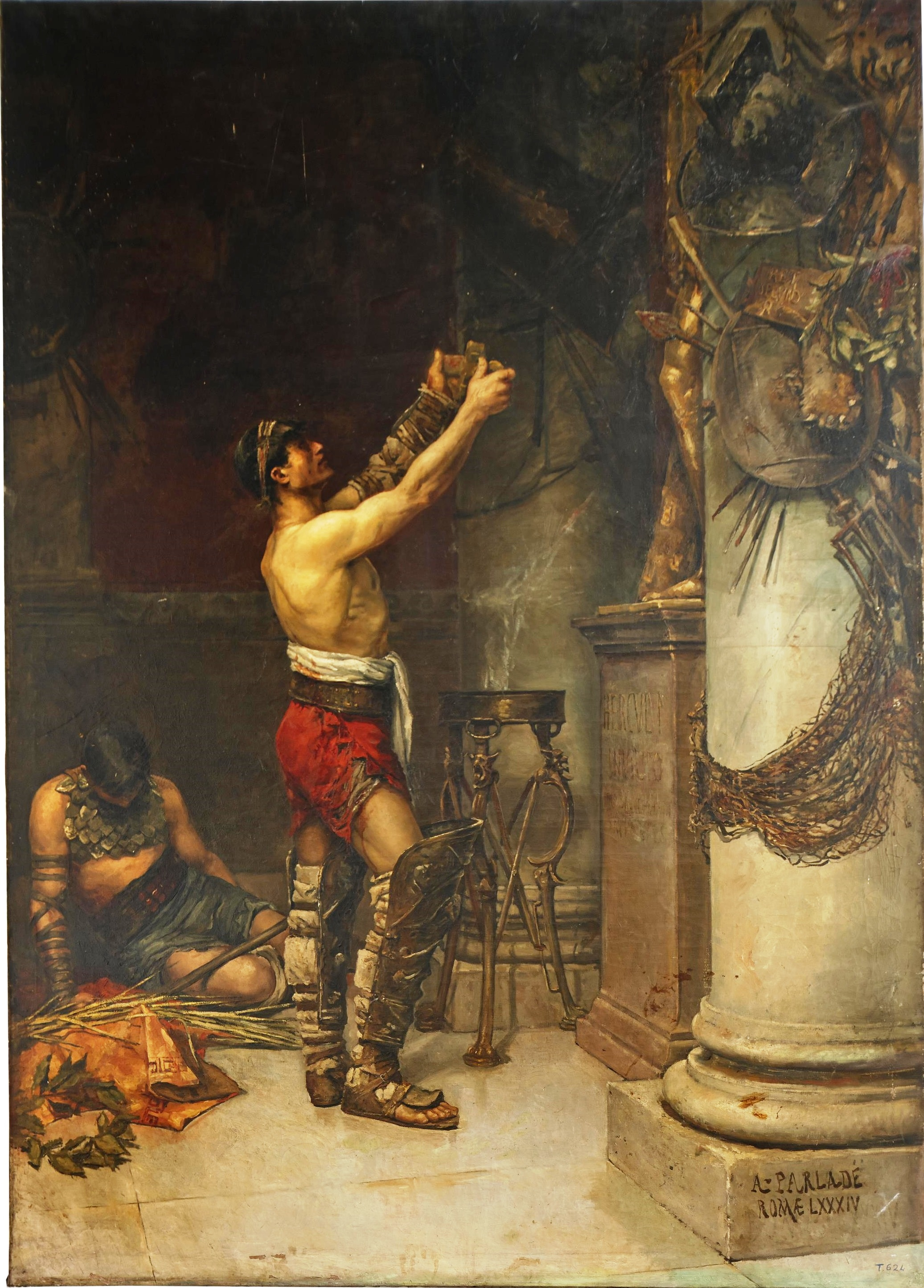
Художник Андрес Парладе (1884). Гладиатор, одержавший победу, возносит молитву перед алтарём Геракла.

Гладиа́тор (лат. gladiator — «мечник», от gladius — «меч», «гладиус») — боец в Древнем Риме, который сражался с подобными себе или дикими животными на забаву публике на специальных аренах за право быть освобождённым от рабства.

## История
Основной причиной возникновения гладиаторских игр являлся заимствованный у этрусков погребальный обряд, подобный древней борьбе в Японии. Потенциальные жертвы человеческих жертвоприношений — не только рабы, но и свободные — должны были с мечами в руках сражаться около могилы, и, таким образом, погибал слабый, а сильный оставался в живых, вызывая восторг присутствующих. Многие рабы добровольно старались попасть в школу гладиаторов, так как, сражаясь на арене и завоёвывая любовь публики, они могли освободиться от рабства, поэтому нередко рабы затевали драки между собой, чтобы таким образом показать свою силу. В школе гладиаторов-новичков ожидали суровые тренировки и такие же нелёгкие условия проживания, многие не справлялись с тяжёлой нагрузкой.
В 105 году до н. э. гладиаторские игры вводятся в число публичных зрелищ. Отныне государство возлагает на своих магистратов заботу об их устроении. Гладиаторские игры становятся и в столице, и по всей стране любимейшим зрелищем, и это быстро берут в расчёт те, кто хочет выдвинуться. Цезарь в 65 году до н. э. дал игры, в которых приняли участие 320 пар гладиаторов. Враги его испугались: страшны были не только эти вооружённые молодцы; страшно было то, что роскошные игры стали верным средством приобрести расположение народа и обеспечить себе голоса на выборах. В 63 году до н. э. по предложению Цицерона был принят закон, запрещавший кандидату в магистраты в течение двух лет до выборов «давать гладиаторов». Никто, однако, не мог запретить частному лицу «дать» их под предлогом поминок по своему родственнику, особенно если последний завещал своему наследнику устроить игры.

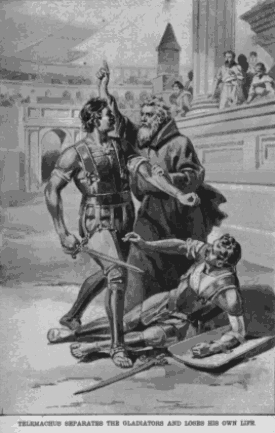
Святой Телемах пытается прервать гладиаторский бой. Иллюстрация из Книги мучеников Фокса (1563 г.)

В 63 году н. э. император Нерон издал указ, разрешавший участвовать в гладиаторских боях свободным женщинам, а в 89 году император Домициан выводит на арену гладиаторов-карликов.
В 325 году н. э. Константин Великий созвал в Никее Первый Вселенский собор, всячески способствуя распространению христианства; в том же году он обнародовал в Берите (ныне Бейрут) свой эдикт, порицавший «кровавые игрища» во всей Римской империи.
Отныне судам было предписано посылать преступников не «на арену», а на каторжные работы в рудники. Однако, судя по всему, эдикт императора повлиял в первую очередь на восточные провинции Империи. На самом же Апеннинском полуострове, там, где в своё время возникли гладиаторские игры, Константин сам способствовал отмене собственного эдикта, предоставив жрецам в Умбрии и Этрурии, в порядке исключения, право на организацию таких игр, и после этого гладиаторские игры начали повсюду возрождаться.
Несмотря на это, христианская церковь упорно продолжала добиваться окончательного запрета кровавых забав. В 357 году император Константин II[уточнить] воспретил всем римским солдатам и офицерам добровольно поступать в гладиаторские школы. Через восемь лет, в 365 году, император Валентиниан подтвердил эдикт Константина, запрещавший римским судьям приговаривать преступников «к арене», а в 399 году император Гонорий закрыл последние гладиаторские школы. Окончательный и абсолютный запрет гладиаторских боёв последовал вновь пять лет спустя.
Поводом к этому послужил случай, описанный епископом Феодоритом Кирским (ок. 393 — 460 гг. н. э.). В 404 году некто Телемах, христианский монах из Малой Азии, выскочил на арену и бросился между сражающимися, пытаясь разнять их. Это благочестивое рвение стоило ему жизни: разгневанная толпа набросилась на миротворца и растерзала его. Однако жертва Телемаха была не напрасной: под впечатлением его мученической смерти император Гонорий навсегда запретил гладиаторские игры.
В Византии гладиаторские бои были запрещены эдиктом императора Анастасия I в 494 году.

## Диета гладиаторов
Питание древнеримских гладиаторов было близким к вегетарианскому. Древние римляне верили, что ячмень, бобы, овёс и сухофрукты помогают укрепить тело, а римский писатель Плиний в своих трудах называл гладиаторов «едоками ячменя». Эти данные подтверждает и исследование учёных. Анализ найденных на кладбище гладиаторов в античном городе Эфесе останков показал, что в рационе бойцов преобладали зерновые культуры и практически отсутствовало мясо. Также в костях гладиаторов было обнаружено увеличенное количество стронция по сравнению с обычным населением, что говорит о получении ими дополнительных минералов из богатого стронцием источника кальция. Таким источником мог служить напиток из золы растений, который использовали для укрепления организма после физических нагрузок и для лучшего заживления костей. В целом питание гладиаторов было нацелено на набор веса. Наличие жировой прослойки помогало им легче переносить ранения, а также крупных бойцов было лучше видно на арене.

## Жест пальцем
В случае, когда гладиатор был ранен и не мог сражаться, он поднимал два пальца (указательный и средний) вверх, таким образом останавливая бой, признавая свой проигрыш и прося царя решить его участь. В зависимости от мнения царя победитель должен был добить лежащего или оставить его в живых, если тот заслужил жизнь доблестным сопротивлением. В играх, проводившихся в самом Риме, цари «выбирали» при помощи жестов, которые со временем менялись. Если гладиатор смог впечатлить публику своей воинской удалью, его могли помиловать. Патриции, сенаторы и императоры, устраивавшие бои, могли помиловать гладиатора, но сохранять жизнь каждого бойца считалось дурным тоном, так как их могли посчитать скупыми.
Хотя распространено мнение, что «поднятый палец» означал «жизнь», а опущенный — «смерть» (в таком виде жесты используются сейчас для одобрения и осуждения), на большинстве античных игр вне зависимости от направления оттопыренный палец означал «смерть», символизируя добивающий меч, а «Жизнь» обозначал просто спрятанный большой палец в кулак, символизируя меч в ножнах. Не последнюю роль играли и крики с пожеланиями. Убеждение, что жизнь или смерть побеждённому гладиатору толпа древнеримской черни даровала поворотом большого пальца вверх или вниз, возникло после появления картины «Pollice verso» художника Жана-Леона Жерома на основе не совсем правильно интерпретированного латинского текста.
Также многие исследователи[кто?] приходят к выводу, что император не опускал палец вниз, а выставлял вбок и, согнув руку, касался им шеи. Дело в том, что победивший гладиатор опускал поверженного на колени и в случае смертного приговора вонзал клинок глубоко вертикально вниз в шею, за ключицей, пронзая сердце. Таким образом император буквально указывал, куда нужно наносить удар.

## Классификация боёв
Обычные бои не имели никакого определённого названия. Бои элитных гладиаторов называли «Меритиями» от латинского слова «meritas» - Заслуженный.
Гладиаторские морские сражения с использованием кораблей назывались навмахиями.

## Классификация гладиаторов

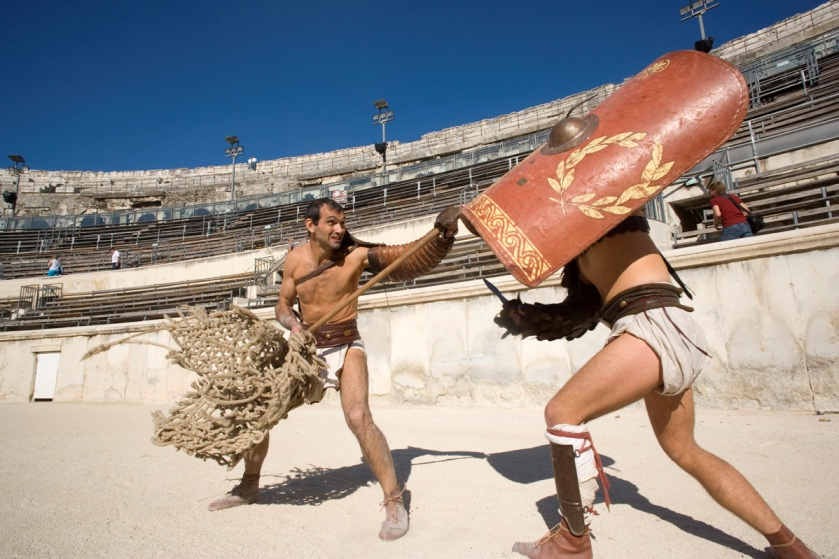
Поединок ретиария и мурмиллона (реконструкция)

- Андабат (от греч. άναβαται «поднятый, находящийся на возвышении»). Были одеты в кольчуги, как восточная кавалерия (катафракты), и шлемы с забралами без прорезей для глаз. Андабаты сражались друг с другом практически так же, как рыцари на средневековых рыцарских турнирах, но без возможности видеть друг друга.
- Бестиарий. Вооружённые дротиком или кинжалом, эти бойцы изначально были не гладиаторами, а преступниками (ноксиями), приговорёнными к сражению с хищными животными, с большой вероятностью гибели приговорённого. Позднее бестиарии стали хорошо тренированными гладиаторами, специализирующимися на боях с различными экзотическими хищниками при помощи дротиков. Бои были организованы таким образом, что звери имели мало шансов одержать победу над бестиарием.
- Бустуарий. Эти гладиаторы сражались в честь умершего на ритуальных играх во время похоронного обряда.
- Венатор. Специализировались на показательных охотах на животных, не сражаясь с ними в ближнем бою, как бестиарии. Также венаторы выполняли трюки с животными: клали руку в пасть льва; ездили верхом на верблюде, держа рядом львов на поводке; заставляли слона ходить по канату (Seneca Ep. 85.41). Строго говоря, венаторы не были гладиаторами, однако их выступления являлись частью гладиаторских боёв.
- Галл. Были экипированы копьём, шлемом и небольшим галльским щитом.
- Гопломах (от от греч. ὁπλομάχος «вооружённый боец»). Довольно распространённый тип гладиатора. Своим снаряжением имитировал греческих гоплитов. Само лат. hoplomachus происходит от греч. ὁπλομάχος — «вооружённый боец» или «воин с гоплоном». Доспехи гопломаха состояли из шлема, маленького круглого щита-пармы или большого легионерского щита, сделанного из одного листа толстой бронзы (сохранились образцы из Помпеи), стёганых обмоток (fasciae) на обеих ногах или высоких поножей (ocreae), доспеха для предплечья — маники — на правой руке. Шлем гопломаха имел широкие поля, забрало с решёткой, верховья с плюмажем. По бокам шлема вставляли перья. Вооружён гопломах был копьём-гастой (hasta) и кинжалом-пугио. Копьё позволяло гопломаху вести бой на дальнем расстоянии. В случае потери копья гопломах переходил в ближний бой, бился кинжалом. Традиционными противниками гопломаха были мурмиллон или, реже, фракиец[6].
- Димахер (от греч. διμάχαιρος «носящий два кинжала»). Использовали два меча, по одному в каждой руке[7]. Сражались без шлема и щита. Одеты были в короткую мягкую тунику, руки и ноги перебинтованы тугими повязками, иногда носили поножи.
- Лаквеарий («боец с лассо»). Лаквеарии могли быть разновидностью ретиариев, которые старались поймать своих соперников с помощью лассо (laqueus) вместо сети[7].
- Мурмиллон. Носили шлем со стилизованной рыбой на гребне (от латинского «murmillos» — «морская рыба»), а также манику, набедренную повязку и пояс, поножу на правой ноге, толстые обмотки, закрывающие верх ступни, и очень короткие латы с выемкой для набивки на верху ступни. Мурмиллоны были вооружены гладиусом (40-50 см в длину) и большим прямоугольным щитом римских легионеров (скутум). Их выставляли на бои против фракийцев, ретиариев, иногда также против гопломахов[8].
- Пегниарий. Использовали кнут, дубину и щит, который был прикреплён к левой руке ремнями.
- Прегенарий. Выступали в начале соревнований, чтобы «разогреть» толпу. Они использовали деревянные мечи (rudis) и обматывали тканью тело. Их схватки происходили под аккомпанемент цимбал, труб и водяных органов (hydraulis).
- Провокатор («соискатель»). Их обмундирование могло быть различным, в зависимости от характера игр. Их изображали одетыми в набедренную повязку, пояс, длинную поножу на левой ноге, манику на правой руке, и шлем с козырьком, без полей и гребня, но с перьями на каждой стороне. Они были единственными гладиаторами, защищёнными кирасой (cardiophylax), которая сначала была прямоугольной, затем часто скруглённой. Вооружением провокаторов были гладиус и большой прямоугольный щит. Выставлялись на бои с самнитами или другими провокаторами[9].
- Ретиарий («боец с сетью»). Появились на заре Империи. Были вооружены трезубцем, кинжалом и сетью. Кроме набедренной повязки, поддерживаемой широким поясом (balteus) и большого доспеха на левом плечевом суставе, у ретиария не было никакой одежды, в том числе и шлема. Иногда для защиты шеи и нижней части лица использовался металлический щиток (galerus). Существовали ретиарии, игравшие на арене женские роли («retiarius tunicatus»), которые отличались от обычных ретиариев тем, что были одеты в тунику[10]. Ретиарии обычно сражались с секуторами, но иногда и с мурмиллонами[11].
- Рудиарий. Гладиаторы, заслужившие освобождение (награждённые деревянным мечом, называемым rudis), но решившие остаться гладиаторами. Не все рудиарии продолжали сражаться на арене, среди них существовала особая иерархия: они могли быть тренерами, помощниками, судьями, бойцами и т. д. Рудиарии-бойцы были очень популярны среди публики, так как они обладали огромным опытом и от них можно было ждать настоящего шоу.
- Сагиттарий. Конные[источник не указан 2937 дней] лучники, вооружённые гибким луком, способным запустить стрелу на дальнюю дистанцию.
- Самнит. Самниты, древний тип тяжело вооружённых бойцов, исчезнувший в ранний имперский период, своим названием указывал на происхождение гладиаторских боёв. Исторические самниты были влиятельным союзом италийских племён, проживавшим в регионе Кампания к югу от Рима, против которых римляне вели войны в период с 326 по 291 до н. э. Снаряжением самнитов были скутум, украшенный перьями шлем, короткий меч, и, возможно, поножа на левой ноге[12].
- Секутор. Этот тип бойцов специально предназначался для схваток с ретиариями. Секуторы были разновидностью мурмиллонов и были экипированы аналогичными латами и оружием, включая средний овальный щит и гладиус. Их шлем, впрочем, закрывал всё лицо, кроме двух отверстий для глаз, дабы защитить лицо от острого трезубца их соперника. Шлем был практически круглый и гладкий, чтобы сеть ретиария не могла зацепиться за него[13].
- Скиссор («тот, кто режет», «режущий»). Гладиатор, который был вооружен коротким мечом (гладиус) и вместо щита имел режущее оружие, напоминавшее ножницы (по сути два малых меча, имевшие одну рукоятку) или, при другом раскладе, надевал на левую руку железный полый стержень с острым горизонтальным наконечником. Этим режущим оружием скиссор наносил удары, которые приводили к несерьёзным ранам соперника, однако раны очень кровоточили (разрезались несколько сосудов, что, естественно, вызывало фонтаны крови). В остальном скиссор был подобен секутору, если не считать ещё и дополнительной защиты правой руки (от плеча до локтя), которая состояла из множества железных пластин, скрепленных меж собой прочными кожаными шнурками. Шлем и защитная амуниция у секуторов и скиссоров были одинаковыми.
- Тертиарий (также назывались «suppositicius» — «заменяющие»). В некоторых соревнованиях участвовали три гладиатора. Сначала первые двое сражались друг с другом, потом победитель этой схватки сражался с третьим, которого и называли тертиарием. Тертиарии также выходили на замену, если заявленный на схватку гладиатор по тем или иным причинам не мог выйти на арену.
- Фракиец. Фракийцы экипировались теми же доспехами, что и гопломахи. Они имели большой шлем, закрывающий всю голову и украшенный стилизованным грифоном на лбу или на передней части гребня (грифон был символом богини возмездия Немезиды), маленький круглый или приплюснутый щит (parmula), и две большие поножи. Их оружием был фракийский изогнутый меч (sicca, длиной около 34 см). Они обычно сражались с мурмиллонами или гопломахами[13].
- Эквит («всадник»). В ранних описаниях эти легко вооружённые гладиаторы были одеты в чешуйчатые доспехи, носили средних размеров круглый кавалерийский щит (parma equestris), шлем с полями, без гребня, но с двумя декоративными кистями. Во времена Империи они носили доспех для предплечья (манику) на правой руке, тунику без рукавов (что отличало их от других гладиаторов, сражавшихся с обнажённым торсом), и пояс. Эквиты начинали бой верхом на коне, но после того, как они метали своё копьё (хасту), они спешивались и продолжали бой коротким мечом (гладиусом). Обычно эквиты сражались только с другими эквитами[14].
- Эсседарий («боец на колеснице», от латинского названия кельтской колесницы — эсседа). Возможно, впервые были привезены в Рим Юлием Цезарем из Британии. Эсседарии упоминаются во многих описаниях начиная с I века н. э. Так как не существует никаких изображений эсседариев, ничего не известно об их вооружении и манере ведения боя[7].

## Сохранившиеся арены
- Колизей

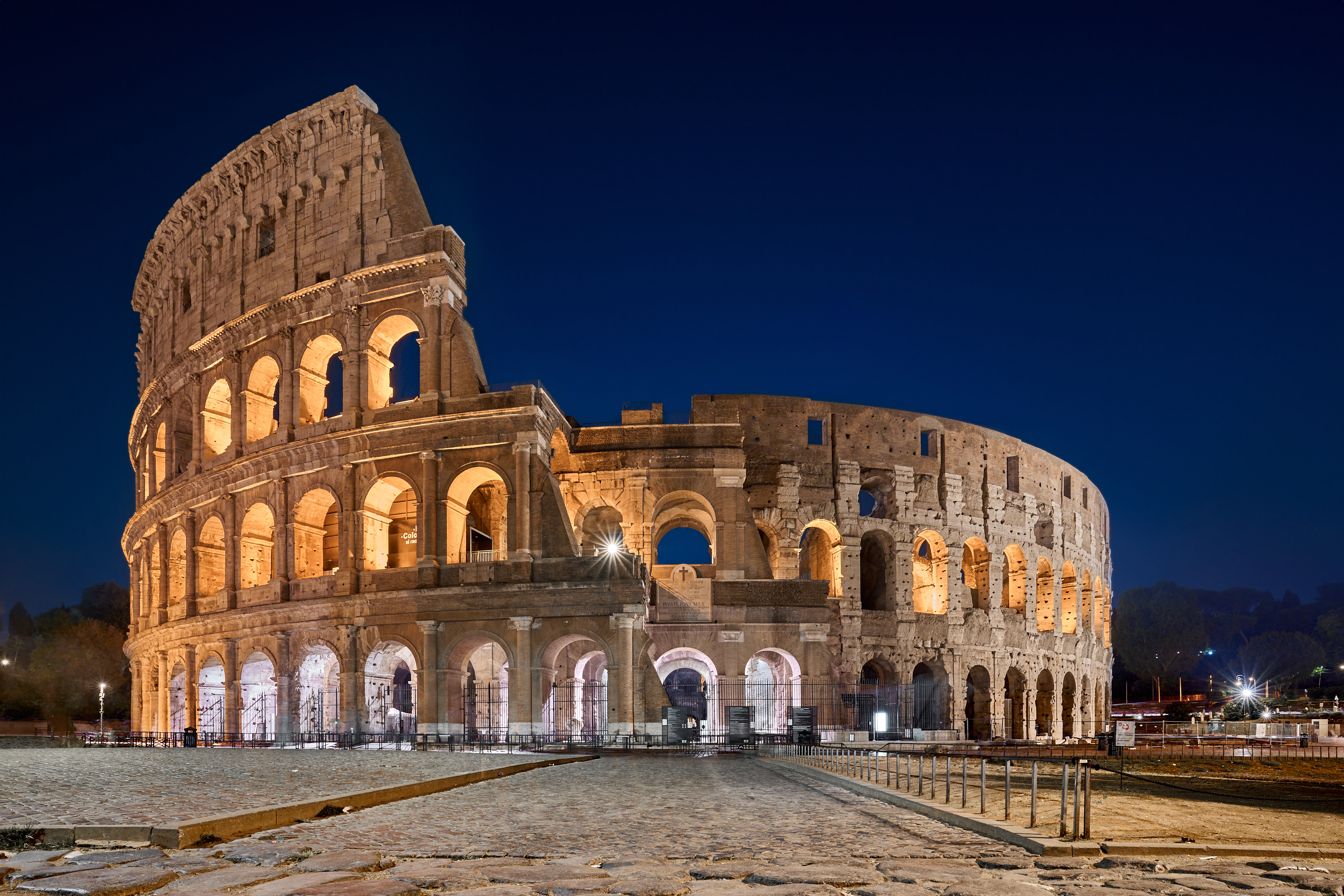
Колизей — самая знаменитая арена гладиаторских боёв

- Амфитеатр Марка Антония Гордиана в Тисдре (Эль-Джем, Тунис) — второй по величине амфитеатр после Колизея
- Арена ди Верона — ныне превращена в оперную площадку под открытым небом, один из символов Вероны
- Арены Лютеции
- Амфитеатр Пулы в Хорватии. По некоторым данным, этот амфитеатр один из наиболее сохранившихся до наших дней после Колизея
- Амфитеатр в Помпеях — древнейший известный амфитеатр

Также сохранились арены гладиаторских боёв в различных городах Италии и на территории многих средиземноморских стран.

## Известные гладиаторы
- Один из наиболее известных гладиаторов — Спартак. Соратники Спартака:[15]
  - Крикс. Помощники Крикса:
    - Ганник
    - Каст

  - Эномай
  - Публипор — единственный из соратников, переживший Спартака, позднее примкнул к Луцию Сергию Катилине
- Римский император Коммод любил сражаться на арене в качестве гладиатора (провёл 735 боёв)[16]
- Прискус и Верус — открывали гладиаторский поединок в день открытия Колизея
- Фламма — гладиатор-секутор родом из Сирии.
- Спикул — боец, которому Нерон подарил дворец.
- Нарцисс — гладиатор, убивший Коммода.

## Гладиаторские бои в других странах
У ацтеков проводились бои, в которых предназначенный в жертву отбивался при помощи мнимого оружия от четырёх вооружённых настоящим оружием воинов, которые вели бой, будто предназначенный в жертву действительно вооружён.

## Гладиаторы в кинематографе
- «Андрокл и лев» — фильм режиссёров Честера Эрскина и Николаса Рэя (США, 1952)
- «Спартак» — фильм режиссёра Риккардо Фреда (Италия, 1953)
- «Деметрий и гладиаторы» — фильм режиссёра Делмера Дэйвса (США, 1954)
- «Последние дни Помпеи» — фильм режиссёров Серджо Корбуччи и Серджо Леоне (Италия, 1959)
- «Спартак» — фильм режиссёра Стэнли Кубрика (США, 1960)
- «Варавва» — фильм режиссёра Ричарда Флейшера (США, Италия, 1961)
- «Сын Спартака» — фильм режиссёра Серджо Корбуччи (Италия, 1962)
- «Падение Римской империи» — фильм режиссёра Энтони Манна (США, 1964)
- «Два гладиатора» — фильм режиссёра Марио Каяно (Италия, 1964)
- «Спартак и 10 гладиаторов» — фильм режиссёра Ника Ностро (Италия, 1964)
- «Триумф десяти гладиаторов» — фильм режиссёра Ника Ностро (Италия, 1965)
- «Последние дни Помпеи» — сериал режиссёра Питера Р. Ханта (Великобритания, США, Италия, 1984)
- «Гладиатор» — художественный фильм режиссёра Ридли Скотта (США, 2000)
- «Гладиатрикс» — художественный фильм режиссёра Тимура Бекмамбетова (США, Россия, 2001)
- «Последний гладиатор» — художественный фильм режиссёра Йорго Папавасилиу (Германия, 2003)
- «Спартак» — фильм режиссёра Роберта Дорнхельма (США, 2004)
- «Империя» — сериал режиссёров Джон Грэй, Кима Мэннерса, Грега Яйтанса (США, 2005)
- «Спартак: Кровь и песок» — сериал режиссёра Стивена С. Де Найта (США, 2010)
- «Спартак: Боги арены» — сериал режиссёра Стивена С. Де Найта (США, 2011)
- «Спартак: Месть» — сериал режиссёра Стивена С. Де Найта (США, 2012)
- «Спартак: Война проклятых» — сериал режиссёра Майкла Хёрста (США, 2013)
- «Помпеи» — фильм-катастрофа режиссёра Пола У. С. Андерсона (США — Канада — Германия, 2014)
- «Обречённые на славу» — сериал режиссёра Роланда Эммериха (США, 2024)

## Гладиаторы в культуре
- Балет «Спартак» — балет Арама Хачатуряна (1956)
- «Колизей» — песня группы «Ария» (2002)
- Смертоносный воин (1 сезон) (эпизод 1) — гладиатор сражался против апача (2009)